# Линцер, Раиса Исаевна
Раи́са Иса́евна Ли́нцер (3 декабря 1905, Елисаветград — 31 июля 1995, Грац, Австрия) — российская переводчица, специалист в области испанской и французской литературы.
Окончила Московский институт иностранных языков (1934). Первые публикации переводов относятся к 1936 году. Чл. Союза писателей СССР (1955) и Союза писателей Москвы
Первым мужем был писатель Виктор Дмитриев (1905—1930, покончил с собой), вторым — журналист и литератор, сотрудник журнала Новый мир Игорь Сац (1903—1980). Сын — пианист и педагог Александр Игоревич Сац (1941—2007). Была хорошо знакома с Андреем Платоновым, Василием Гроссманом, Виктором Некрасовым.
Скончалась в г. Граце, где жила у сына — пианиста, педагога, музыкального редактора Александра Саца. Похоронена на Центральном кладбище Граца под именем Raisa Linzer, номер захоронения Z-25A-11-7.

## Переводы
- Бальзак об искусстве. — М., 1941.
- Оноре де Бальзак. Знакомство (очерк) = Une connaissance. — 1955.[5]
- Садуль Ж. Жизнь Чарли: Чарльз Спенсер, его фильмы и его время. — М., 1955.
- Жорж Санд. Орас (роман) = Horace. — М., 1960.
- Бальзак О. Сельский священник. — М., 1960.
- Пайро Р. Женитьба Лаучи. — М., 1961.
- Мануэль Гальван. Энрикильо (роман). — М.: Гослитиздат, 1963. — 480 с. — (Библиотека исторического романа).
- Висенте Рива Паласио. Пираты Мексиканского залива (роман) = Los piratas del golfo. — М., 1965.
- Франсуа Мориак. Подросток былых времён (роман) = Un adolescent d’autrefois (1969). — 1970.
- Перес Гальдос. Наполеон в Чамартине. — М., 1972.
- Алехо Карпентьер. Погоня (повесть) = El acoso. — 1974.
- Алехо Карпентьер. Возвращение к истокам (рассказ). — 1974.
- Висенте Бласко Ибаньес. Кровь и песок (роман) = Sangre y arena. — 1976.
- Хуан Карлос Онетти. Альбом (рассказ) = El album. — 1976.
- Хуан Карлос Онетти. Добро пожаловать, Боб! (рассказ) = Bienvenido Bob. — 1976.
- Хуан Карлос Онетти. Сбывшийся сон (рассказ) = Un sueño realizado. — 1976.
- Хуан Карлос Онетти. Эсбьерг, на самом берегу (рассказ) = Esbjerg, en la costa.
- Хорхе Исаакс. Мария. — М., 1980.
- Жан Жироду. Зигфрид (пьеса) = Siegfried. — 1981.
- Хуан Карлос Онетти. Такая печальная… (рассказ) = Tan triste como ella. — 1983.
- Хуан Карлос Онетти. Украденная невеста (рассказ) = La novia robada. — 1983.
- Серхио Питоль. Состязание поэтов (повесть) = Juegos Florales. — 1985.
- Адольфо Биой Касарес. Козни небесные (рассказ) = La trama celeste. — 1987.
- Адольфо Биой Касарес. Напрямик (рассказ) = El atajo. — 1987.
- Алехо Карпентьер. Концерт Барокко (повесть) = Concierto barroco. — 1989.
- Жорж Санд. Предисловие (статья). — 1993.
- Жорж Санд. Господину Шарлю Дюверне. — 1993.

Переводила также эссеистику Дидро (Парадокс об актёре и др.), пьесы Гельдерода (Варавва, Эскориал) и Кроммелинка (Великолепный рогоносец), прозу Висенте Бласко Ибаньеса, Франсуа Мориака, Альбера Камю, Алехо Карпентьера, Хуана Карлоса Онетти, А. Бьоя Касареса.
Пьеса «Великолепный рогоносец» Кроммелинка в переводе Р. Линцер шла в нескольких театрах России:
- В Рижском русском театре[источник не указан 1080 дней];
- В 1995 году её в данном переводе поставил Пётр Фоменко в Московском театре Сатирикон[источник не указан 1080 дней], постановка получила премию Золотая маска[источник не указан 1080 дней].